# Síses
Síses, en grec moderne : Σίσες, est un village du dème de Mylopótamos, en Crète, en Grèce. Selon le recensement de 2011, la population de Síses compte 584 habitants.